# CSI: Miami (seizoen 8)
Het 8e seizoen van de Thriller Crime Scene Investigation Miami werd uitgezonden (in Amerika) van 21 september 2009 tot en met 24 mei 2010.
In Nederland werd dit seizoen van de serie door RTL 5 uitgezonden en dit gebeurde een half jaar later. Het achtste seizoen bestond uit 24 afleveringen die alle ongeveer 45 minuten duren. Hierbij waren aflevering 1, 7 en 24 onderdeel van een langer durend verhaal. Aflevering 7 was onderdeel van een speciale trilogie waarbij alle drie de CSI series samenwerkte. De hoofdrollen worden gespeeld door David Caruso, Emily Procter, Adam Rodriguez, Jonathan Togo, Rex Linn, Eva LaRue, Megalyn Echikunwoke.
De dvd van het achtste seizoen werd op 12 oktober 2010 uitgegeven in Amerika, Canada en Bermuda, op 25 juli 2011 werd de dvd ook in Europa, en dus Nederland, uitgegeven.

## Rolverdeling
| Acteur              | Personage         | per aflevering             | per aflevering             | per aflevering             | per aflevering             | per aflevering             | per aflevering             | per aflevering             | per aflevering             | per aflevering             | per aflevering             | per aflevering             | per aflevering             | per aflevering             | per aflevering             | per aflevering             | per aflevering             | per aflevering             | per aflevering             | per aflevering             | per aflevering             | per aflevering             | per aflevering             | per aflevering             | per aflevering             | per aflevering             |
| Acteur              | Personage         | 1e                         | 2e                         | 3e                         | 4e                         | 5e                         | 6e                         | 7e                         | 8e                         | 9e                         | 10e                        | 11e                        | 12e                        | 13e                        | 14e                        | 15e                        | 16e                        | 17e                        | 18e                        | 19e                        | 20e                        | 21e                        | 22                         | 23                         | 24                         |                            |
| ------------------- | ----------------- | -------------------------- | -------------------------- | -------------------------- | -------------------------- | -------------------------- | -------------------------- | -------------------------- | -------------------------- | -------------------------- | -------------------------- | -------------------------- | -------------------------- | -------------------------- | -------------------------- | -------------------------- | -------------------------- | -------------------------- | -------------------------- | -------------------------- | -------------------------- | -------------------------- | -------------------------- | -------------------------- | -------------------------- | -------------------------- |
| David Caruso        | Horatio Caine     | Gehele seizoen             | Gehele seizoen             | Gehele seizoen             | Gehele seizoen             | Gehele seizoen             | Gehele seizoen             | Gehele seizoen             | Gehele seizoen             | Gehele seizoen             | Gehele seizoen             | Gehele seizoen             | Gehele seizoen             | Gehele seizoen             | Gehele seizoen             | Gehele seizoen             | Gehele seizoen             | Gehele seizoen             | Gehele seizoen             | Gehele seizoen             | Gehele seizoen             | Gehele seizoen             | Gehele seizoen             | Gehele seizoen             | Gehele seizoen             |                            |
| Emily Procter       | Calleigh Duquesne | Gehele seizoen             | Gehele seizoen             | Gehele seizoen             | Gehele seizoen             | Gehele seizoen             | Gehele seizoen             | Gehele seizoen             | Gehele seizoen             | Gehele seizoen             | Gehele seizoen             | Gehele seizoen             | Gehele seizoen             | Gehele seizoen             | Gehele seizoen             | Gehele seizoen             | Gehele seizoen             | Gehele seizoen             | Gehele seizoen             | Gehele seizoen             | Gehele seizoen             | Gehele seizoen             | Gehele seizoen             | Gehele seizoen             | Gehele seizoen             |                            |
| Adam Rodriguez      | Eric Delko        | afl. 1 t/m 5               | afl. 1 t/m 5               | afl. 1 t/m 5               | afl. 1 t/m 5               | afl. 1 t/m 5               | 8 keer als gastrol         | 8 keer als gastrol         | 8 keer als gastrol         | 8 keer als gastrol         | 8 keer als gastrol         | 8 keer als gastrol         | 8 keer als gastrol         | 8 keer als gastrol         | 8 keer als gastrol         | 8 keer als gastrol         | 8 keer als gastrol         | 8 keer als gastrol         | 8 keer als gastrol         | 8 keer als gastrol         | 8 keer als gastrol         | 8 keer als gastrol         | 8 keer als gastrol         | 8 keer als gastrol         | 8 keer als gastrol         |                            |
| Jonathan Togo       | Ryan Wolfe        | Gehele seizoen             | Gehele seizoen             | Gehele seizoen             | Gehele seizoen             | Gehele seizoen             | Gehele seizoen             | Gehele seizoen             | Gehele seizoen             | Gehele seizoen             | Gehele seizoen             | Gehele seizoen             | Gehele seizoen             | Gehele seizoen             | Gehele seizoen             | Gehele seizoen             | Gehele seizoen             | Gehele seizoen             | Gehele seizoen             | Gehele seizoen             | Gehele seizoen             | Gehele seizoen             | Gehele seizoen             | Gehele seizoen             | Gehele seizoen             |                            |
| Rex Linn            | Frank Tripp       | Gehele seizoen             | Gehele seizoen             | Gehele seizoen             | Gehele seizoen             | Gehele seizoen             | Gehele seizoen             | Gehele seizoen             | Gehele seizoen             | Gehele seizoen             | Gehele seizoen             | Gehele seizoen             | Gehele seizoen             | Gehele seizoen             | Gehele seizoen             | Gehele seizoen             | Gehele seizoen             | Gehele seizoen             | Gehele seizoen             | Gehele seizoen             | Gehele seizoen             | Gehele seizoen             | Gehele seizoen             | Gehele seizoen             | Gehele seizoen             |                            |
| Eva LaRue           | Natalia Boa Vista | Gehele seizoen             | Gehele seizoen             | Gehele seizoen             | Gehele seizoen             | Gehele seizoen             | Gehele seizoen             | Gehele seizoen             | Gehele seizoen             | Gehele seizoen             | Gehele seizoen             | Gehele seizoen             | Gehele seizoen             | Gehele seizoen             | Gehele seizoen             | Gehele seizoen             | Gehele seizoen             | Gehele seizoen             | Gehele seizoen             | Gehele seizoen             | Gehele seizoen             | Gehele seizoen             | Gehele seizoen             | Gehele seizoen             | Gehele seizoen             |                            |
| Eddie Cibrian       | Jesse Cardoza     | Gehele seizoen             | Gehele seizoen             | Gehele seizoen             | Gehele seizoen             | Gehele seizoen             | Gehele seizoen             | Gehele seizoen             | Gehele seizoen             | Gehele seizoen             | Gehele seizoen             | Gehele seizoen             | Gehele seizoen             | Gehele seizoen             | Gehele seizoen             | Gehele seizoen             | Gehele seizoen             | Gehele seizoen             | Gehele seizoen             | Gehele seizoen             | Gehele seizoen             | Gehele seizoen             | Gehele seizoen             | Gehele seizoen             | Gehele seizoen             |                            |
| Omar Benson Miller  | Walter Simmons    |                            |                            | 3 gastrollen               | 3 gastrollen               | 3 gastrollen               | afl. 6 t/m 24              | afl. 6 t/m 24              | afl. 6 t/m 24              | afl. 6 t/m 24              | afl. 6 t/m 24              | afl. 6 t/m 24              | afl. 6 t/m 24              | afl. 6 t/m 24              | afl. 6 t/m 24              | afl. 6 t/m 24              | afl. 6 t/m 24              | afl. 6 t/m 24              | afl. 6 t/m 24              | afl. 6 t/m 24              | afl. 6 t/m 24              | afl. 6 t/m 24              | afl. 6 t/m 24              | afl. 6 t/m 24              | afl. 6 t/m 24              |                            |
| Christopher Redman  | Michael Travers   | Gehele seizoen als gastrol | Gehele seizoen als gastrol | Gehele seizoen als gastrol | Gehele seizoen als gastrol | Gehele seizoen als gastrol | Gehele seizoen als gastrol | Gehele seizoen als gastrol | Gehele seizoen als gastrol | Gehele seizoen als gastrol | Gehele seizoen als gastrol | Gehele seizoen als gastrol | Gehele seizoen als gastrol | Gehele seizoen als gastrol | Gehele seizoen als gastrol | Gehele seizoen als gastrol | Gehele seizoen als gastrol | Gehele seizoen als gastrol | Gehele seizoen als gastrol | Gehele seizoen als gastrol | Gehele seizoen als gastrol | Gehele seizoen als gastrol | Gehele seizoen als gastrol | Gehele seizoen als gastrol | Gehele seizoen als gastrol | Gehele seizoen als gastrol |
| Christian Clemenson | Dr. Tom Loman     | Gehele seizoen als gastrol | Gehele seizoen als gastrol | Gehele seizoen als gastrol | Gehele seizoen als gastrol | Gehele seizoen als gastrol | Gehele seizoen als gastrol | Gehele seizoen als gastrol | Gehele seizoen als gastrol | Gehele seizoen als gastrol | Gehele seizoen als gastrol | Gehele seizoen als gastrol | Gehele seizoen als gastrol | Gehele seizoen als gastrol | Gehele seizoen als gastrol | Gehele seizoen als gastrol | Gehele seizoen als gastrol | Gehele seizoen als gastrol | Gehele seizoen als gastrol | Gehele seizoen als gastrol | Gehele seizoen als gastrol | Gehele seizoen als gastrol | Gehele seizoen als gastrol | Gehele seizoen als gastrol | Gehele seizoen als gastrol | Gehele seizoen als gastrol |
| Alexx Woods         | Khandi Alexander  |                            |                            |                            |                            |                            | afl. 1 & 5 als gastrol     | afl. 1 & 5 als gastrol     | afl. 1 & 5 als gastrol     | afl. 1 & 5 als gastrol     | afl. 1 & 5 als gastrol     | afl. 1 & 5 als gastrol     | afl. 1 & 5 als gastrol     | afl. 1 & 5 als gastrol     | afl. 1 & 5 als gastrol     | afl. 1 & 5 als gastrol     | afl. 1 & 5 als gastrol     | afl. 1 & 5 als gastrol     | afl. 1 & 5 als gastrol     | afl. 1 & 5 als gastrol     | afl. 1 & 5 als gastrol     | afl. 1 & 5 als gastrol     | afl. 1 & 5 als gastrol     | afl. 1 & 5 als gastrol     | afl. 1 & 5 als gastrol     | afl. 1 & 5 als gastrol     |

## Afleveringen
| Nr. | Titel aflevering                    | Geregisseerd door   | Geschreven door                  | Uitzenddatum VS   | Uitzenddatum Nederland |
| --- | ----------------------------------- | ------------------- | -------------------------------- | ----------------- | ---------------------- |
| 1   | "Out of Time" (deel 2)              | Sam Hill            | Tamara Jaron                     | 21 september 2009 | 5 maart 2010           |
| 2   | "Hostile Takeover"                  | Allison Liddi-Brown | Corey Evett & Matt Partney       | 28 september 2009 | 12 maart 2010          |
| 3   | "Bolt Action"                       | Gina Lamar          | Melissa Scrivner                 | 5 oktober 2009    | 19 maart 2010          |
| 4   | "In Plane Sight"                    | Larry Detwiler      | Robert Hornak                    | 12 oktober 2009   | 26 maart 2010          |
| 5   | "Bad Seed"                          | Matt Earl Beesley   | Brian Davidson                   | 19 oktober 2009   | 2 april 2010           |
| 6   | "Dude, Where's My Groom?"           | Carey Meyer         | Brett Mahoney                    | 2 november 2009   | 9 april 2010           |
| 7   | "Bone Voyage" (deel 1 CSI Trilogie) | Sam Hill            | Barry O'Brien                    | 9 november 2009   | 1 maart 2010           |
| 8   | "Point of Impact"                   | Eric Mirich         | Krystal Houghton                 | 16 november 2009  | 16 april 2010          |
| 9   | "Kill Clause"                       | Scott Lautanen      | Jeremy R. Littman                | 23 november 2009  | 23 april 2010          |
| 10  | "Count Me Out"                      | Marco Black         | Marc Dube                        | 7 december 2009   | 7 mei 2010             |
| 11  | "Delko for the Defense"             | Gina Lamar          | Tamara Jaron                     | 14 december 2009  | 14 mei 2010            |
| 12  | "Show Stopper"                      | Sam Hill            | Corey Evett & Matt Partney       | 11 januari 2010   | 5 december 2010        |
| 13  | "Die By the Sword"                  | Matt Earl Beesley   | Melissa Scrivner                 | 18 januari 2010   | 12 december 2010       |
| 14  | "In The Wind"                       | Allison Liddi-Brown | Brett Mahoney                    | 1 februari 2010   | 19 december 2010       |
| 15  | "Miami, We Have a Problem"          | Sam Hill            | Brian Davidson                   | 8 februari 2010   | 2 januari 2011         |
| 16  | "L.A."                              | Rob Zombie          | Barry O'Brien                    | 1 maart 2010      | 9 januari 2011         |
| 17  | "Getting Axed"                      | Carey Meyer         | Krystal Houghton                 | 8 maart 2010      | 16 januari 2011        |
| 18  | "Dishonor"                          | Sam Hill            | Marc Dube                        | 22 maart 2010     | 23 januari 2011        |
| 19  | "Spring Breakdown"                  | Larry Detwiler      | Corey Evett & Matt Partney       | 12 april 2010     | 30 januari 2011        |
| 20  | "Backfire"                          | Don Tardino         | Tamara Jaron & Melissa Scrivner  | 12 oktober 2010   | 6 februari 2011        |
| 21  | "Meltdown"                          | Matt Earl Beesley   | K. David Bena & Brian Davidson   | 3 mei 2010        | 13 februari 2011       |
| 22  | "Mommie Deadest"                    | Gina Lamar          | Krystal Houghton & Brett Mahoney | 10 mei 2010       | 20 februari 2011       |
| 23  | "Time Bomb"                         | Sam Hill            | Corey Evett & Matt Partney       | 17 mei 2010       | 27 februari 2011       |
| 24  | "All Fall Down" (deel 1)            | Joe Chappelle       | Barry O'Brien & Marc Dube        | 24 mei 2010       | 6 maart 2011           |